# Na rozcestí (Hvězdná brána)
Na rozcestí je 4. epizoda 4. řady sci-fi seriálu Hvězdná brána.

## Děj epizody
Hvězdnou bránou přichází na zemi stará známá Teal'ca Shan'auc a prohlašuje, že je schopna komunikovat se svým symbiontem a dokonce i ovlivnit to, aby se připojil k Tok'rům a Tau'ri. I když v SGC chctějí věřit Shan'auc, Teal'c není přesvědčen. Shan'auc se urazí a chce odejít. Při odchodu se však zhroutí, zřejmě proto, že Goa'uld v ní je úplně dospělý a připravený na hostitele.
Nyní jde o čas, protože pokud nebude mít symbiont hostitele co nejdříve, Shan'auc i symbiont zemřou. SGC kontaktuje Tok'ry, kteří souhlasí s tím, že znalosti symbionta by pro ně mohly být přínosem a najdou hostitele. SG-1 se vydává na planetu Vorash za Tok'ry. Setkávají se s Hebronem, který se uvolil být hostitelem pro symbiota. Shan'auc se opět zhroutí, a symbiot je nucen skočit z jejího těla do Hebronova. Goa'uld se úspěšně spojil s novým hostitelem, ale Shan'auc je v bezvědomí a blízko smrti.
Goa'uld, který se spojil s Hebronem, se představuje jako Tanith a tvrdí, že Hebron je také živ a zdráv. Shan'auc je stále velmi slabá, ale zdá se, že symbiot, kterého jí Tok'rové dali, ji vyléčí. Nicméně, plukovník Jack O'Neill pochybuje a není přesvědčen, že je to opravdu Hebron kdo mluví. Je také zřejmě naštvaný kvůli neochotě Tok'rů dát Tau'ri všechny genetické znalosti, které má Tanith. O'Neill rozhodne, že se SG-1 vrátí ihned na Zemi. Shan'auc sděluje Teal'covi, že má v úmyslu opustit SGC a vrátit se na Chulak, když je zdravá, aby se mohli učit i ostatní rozmlouvat s vlastním symbiotem.
Později v noci se jde Shan'auc podívat na Tanitha/Hebrona v naději, že s ní bude mluvit. Ukáže se, že on není ten, kdo myslela, a že se jako goa'uld vůbec nezměnil. Tanith Shan'auc zabije.
Anise SG-1 vysvětluje, že se Tok'rové rozhodli umožnit Tanithovi uvěřit, že se mu podařilo infiltrovat jejich řady. Budou řídit informace, které získá, a doufají, že oklamou Goa'uldy.
Teal'c se postaví Tanithovi tváří v tvář před odchodem ze základny Tok'rů, i když je jen stěží schopen se ovládnout, dokáže říci Tanithovi, že se jen přišel ujistit, že oběť Shan'auc nebyla marná a s hrozbou v hlase mu říká, že se ještě spolu uvidí.